# Чарлі Деніелс (футболіст)
Чарлі Деніелс (англ. Charlie Daniels; нар. 7 вересня 1986, Гарлоу) — англійський футболіст, захисник клубу «Портсмут».

## Ігрова кар'єра
Деніелс народився в Гарлоу, Ессекс, і виріс у сусідньому Волтем-Форест, де відвідував Highams Park School. Він розпочав свою кар'єру в молодіжному клубі «Ріджвей Роверз», а потім «Інтервуд» та «Норвіч Сіті», перш ніж приєднатися до молодіжної академії «Тоттенгем Готспур». Він закінчив навчання і підписав з клубом перший професійний контракт у липні 2005 року.
Не пробившись до першої команди «шпор», Чарлі на початку 2007 року був відданий в оренду в «Честерфілд» з Першої ліги до кінця сезону 2006/07. Але отримав травму лише у другій грі, і повернувся до «Тоттенгема».
Влітку 2007 року був відданий в оренду в інший клуб Першої ліги «Лейтон Орієнт», де провів увесь наступний сезон, зігравши 37 матчів в усіх турнірах. Провівши останню гру за «Лейтон», Деніелс був повернувся назад у «Тоттенгем», де у нього залишався рік за контрактом. У серпні 2008 року він приєднався на правах оренди на один місяць в «Джиллінгем». Він дебютував за «Джиллінгем» в поєдинку проти «Аккрінгтон Стенлі» (1:0) і забив свій єдиний гол у клубі у матчі проти «Грімсбі Таун» (3:0). Після цього Деніелс повернувся до «шпор» наприкінці вересня і висловив зацікавленість пробитись в першу команду, проте так жодного матчу за «Тоттенгем Готспур» не зіграв.
В зимове трансферне вікно 2009 року на правах вільного агента повернувся в «Лейтон Орієнт», підписавши повноцінний контракт. Відіграв за команду зі Східного Лондона наступні три роки своєї ігрової кар'єри. Більшість часу, проведеного у складі «Лейтон Орієнт», був основним гравцем захисту команди.
У листопаді 2011 року Деніелс приєднався до «Борнмута», спочатку на правах оренди, оскільки його підписання було поза межами трансферного вікна, однак угода стала постійною у січні 2012 року, і гравець підписав контракт з клубом тривалістю у три роки. З командою Чарлі пройшов шлях з Першої ліги до вищого англійського дивізіону і у сезоні 2015/16 дебютував з командою у Прем'єр-лізі.
8 серпня 2017 року Деніелс продовжив свій контракт з клубом ще на три роки. Станом на відіграв за клуб з Борнмута 195 матчів в національному чемпіонаті.

## Досягнення

### Командні
- Переможець Чемпіоншипа: 2014-15[12]

### Індивідуальні
- У символічній збірній Першої ліги: 2012-13
- Автор Голу місяця англійської Прем'єр-ліги: серпень 2017 року[13]